# Schneeberg (Aachen)
Der Schneeberg ist ein 256,5 m ü. NHN hoher und langgestreckter, aber relativ schmaler Höhenzug im Gebiet der nordrhein-westfälischen Großstadt Aachen. 

## Geographie

### Lage
Der Schneeberg erhebt sich in der Gemarkung des Aachener Stadtteils Laurensberg und erstreckt sich vom Ortsteil Vaalserquartier in nordwestlicher Richtung hin bis kurz vor den Stadtteil Orsbach. Entlang seiner steileren südwestlichen Flanke verläuft in Richtung Lemiers das Tal des Göhl-Zuflusses Senserbachs, der die deutsch-niederländische Grenze bildet und früher ein Teil des Aachener Landgrabens war. Zur anderen Seite der Bergkuppe, nach Norden und Nordosten hin, fällt das Gelände in Richtung der landwirtschaftlich genutzten Flächen von Laurensberg und Seffent sanft ab und leitet zum Vetschauer Berg (ca. 236 m) über. Dem Schneeberg südöstlich vorgelagert ist der Wachtelkopf (ca. 235 m), mit dem er durch einen kurzen Wald- und Grasrücken verbunden ist.

### Naturräumliche Zuordnung
Der Schneeberg liegt in der zur Eifel gehörenden naturräumlichen Haupteinheitengruppe Vennvorland (Nr. 56) und in der Haupteinheit Aachener Hügelland (561) auf der Grenze der Untereinheiten Aachener Kessel (561.1) im Südosten und Vaalser Hügelland (561.3) im Nordwesten.

## Schutzgebiete
Mit Ausnahme der auf dem Schneeberg liegenden Teile des Naturschutzgebiets Schneeberg (CDDA-Nr. 165445; 1988 ausgewiesen; 15,27 ha groß) erstrecken sich auf ihm Teile des Landschaftsschutzgebiets Aachen (CDDA-Nr. 555558491; 1988; 81,3126 km²).

## Geologie und Lebensraum
Der Schneeberg gehört geologisch ebenso wie der Wachtelkopf zur Aachen-Limburger-Kreidetafel und wird überwiegend aus oberkreidezeitlichen Kreide, Kalk- und Mergelsteinen aufgebaut, die für diese Gegend zwischen Aachen und Maastricht typisch sind. Die Gesteine der Kreidetafel fallen hier flach nach Nordwesten ein. Die ältesten Gesteine sind östlich des Schneeberges im Bereich des Seffenter Tales zu finden. Die hier anstehenden Mergelkalksteine des Vijlen-Members gehen im Hangenden in die feuersteinführende Kalksteine der Orsbacher Feuersteinkreide über. Charakteristisches Kennzeichen dieser Gesteinseinheit ist das lagenweise Auftreten von blaugrauen bis schwarzen Feuersteinen, die als cm- bis dm-große, unregelmäßige Konkretionen in die kalkigen Kreide-Sedimente eingelagert sind. Die Gipfelregion des Schneeberges wird durch harte, gelblichgraue Kalksteine und weniger verfestigte, fossilschuttführenden Kalksteinen des Vetschau-Kalks gebildet. Sobald die dort befindlichen Felder gepflügt sind, treten zahllose dieser Kalksteinfragmente ans Tageslicht, wodurch der Berg einen weißlichen Schimmer erhält, was zu der Bezeichnung „Schneeberg“ geführt hat. Seit dem frühen 19. Jahrhundert wurden dort bei Ausgrabungen auch zahlreiche Fossilien aus der Kreidezeit wie beispielsweise verschiedene Steinseeigel gefunden. Ebenso gab es auf der abfallenden Sonnenseite des Wachtelkopfes umfangreiche Funde von grau-schwarzen Silexgeräten, die auf einen lange Zeit der Nutzung als besiedelten Werkplatz hindeuten.
Im Tertiär wurden die oberflächennah anstehenden Kalksteine tiefgründig verwittert und die zahlreichen Dolinen mit jüngeren Sanden verfüllt. Diese Sande wurden auf dem Plateau des Schneeberges im 19. Jahrhundert in kleinen Sandgruben abgebaut. Des Weiteren sind auf dem Bergrücken zahlreiche verkieselte Sande, sogenannte Tertiärquarzite, verbreitet.
Diese besonderen Bodenverhältnisse bewirken eine spezielle Flora und Fauna, die nur unter solchen Bedingungen anzutreffen sind. Um diese zu schützen, wurde 1988 das Naturschutzgebiet Schneeberg ausgewiesen. Einzelne Parzellen, auf denen früher mehrheitlich nur Halbtrockenrasen gedieh, wurden aufgeforstet, andere mit Gebüschreihen bepflanzt. Darüber hinaus wurde 2012 im Rahmen einer Ausgleichsmaßnahme für den zu bebauenden „Campus West“ der RWTH Aachen die Stiftung Rheinische Kulturlandschaft damit betraut, mit den zuständigen Landwirten der Ackerflächen an den Hängen des Schneebergs zu vereinbaren, dass vermehrt Ackerwildkräuter wie beispielsweise Venuskamm und Acker-Steinsame ausgesät werden sollen, die auf diesen besonderen Bodenverhältnissen gut gedeihen, wodurch auch die Bienenpopulation gefördert werden soll.

## Besonderheiten

### Westwallbefestigungen

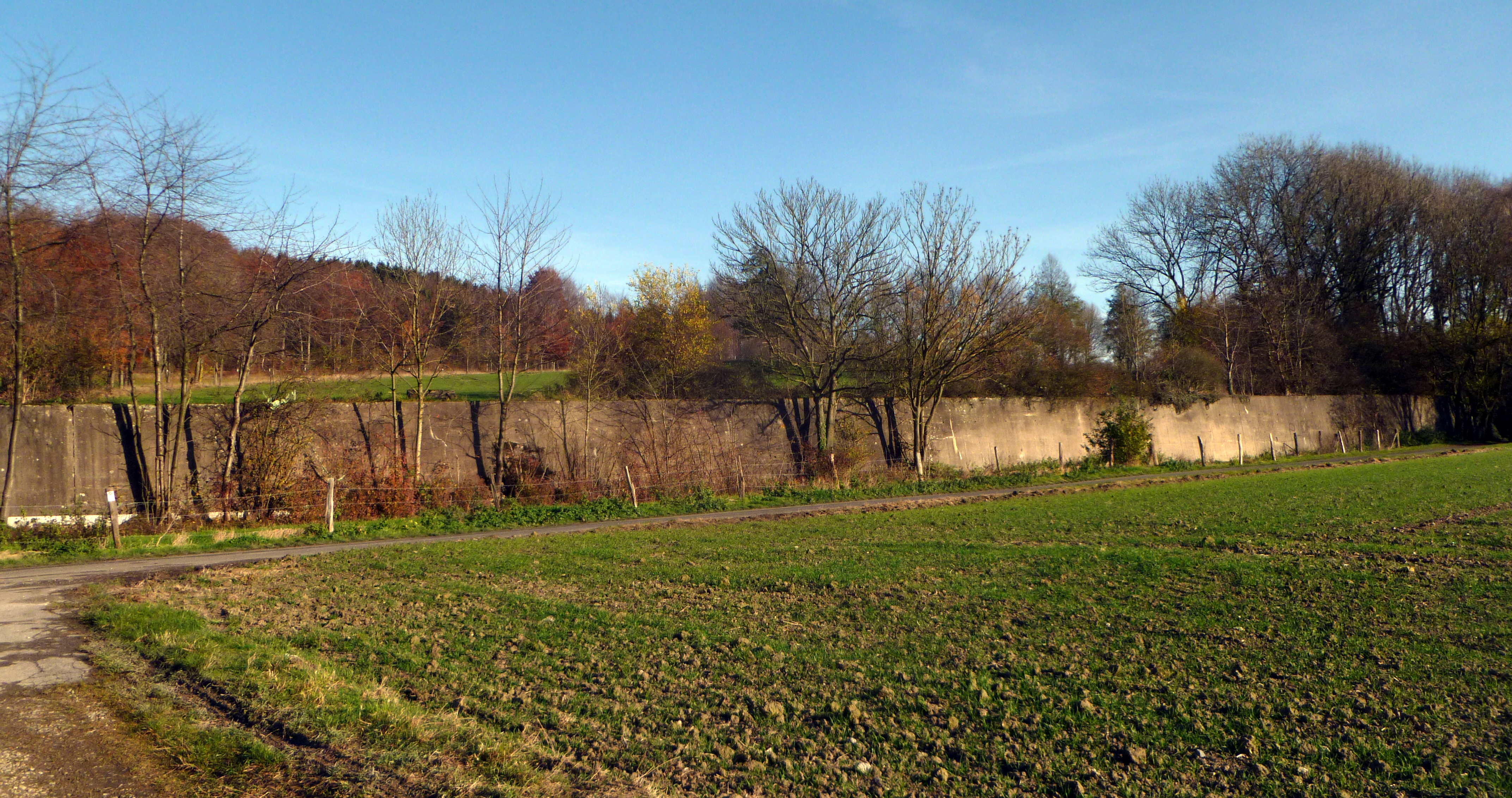
Westwallmauer am Südwesthang des Schneeberges

Aufgrund seines steileren Südwesthanges und dem damit verbundenen Fernblick über das niederländische Territorium verlief auch das 1938/1939 gebaute Teilstück des Westwalls entlang dieser Seite des Schneeberges parallel zum „Schneebergweg“, der unter Denkmalschutz gestellt ist. Es war die zweite und nach oben versetzte Fortführung der Wallbefestigung, nachdem bereits etwas tiefer und am Rande des südöstlich gelegenen Wachtelkopfes parallel zum „Senserbachweg“ eine 1,3 km lange und 3,70 m hohe heute ebenfalls noch erhaltene Panzermauer errichtet und zusätzlich mit Stacheldraht gesichert worden war. Das 350 m lange Teilstück am höher gelegenen Schneebergweg besteht im östlichen und westlichen Abschnitt aus einer bis zu 3,70 m hohen Panzermauer und im mittleren Teil aus einer 5-zügigen Höckerlinie aus Stahlbeton, welche 13,45 m breit und bis zu 1,50 m hoch ist. In der Panzermauer befinden sich zum Teil noch nach oben herausragende Eisen, die früher ein Drahthindernis hielten, sowie in gewissen Abständen mehrere Schächte und am östlichen Ende eine Sperrschranke. Oberhalb des Hanges und an den Flanken wurde die Mauer durch MG-Schartenstände geschützt, die nur noch teilweise erhalten sind. Außerdem befindet sich auf dem Areal noch ein Regelbau-Bunkertyp 108b, der aber nur noch bedingt begehbar ist.

### Schneeberg-Kapelle

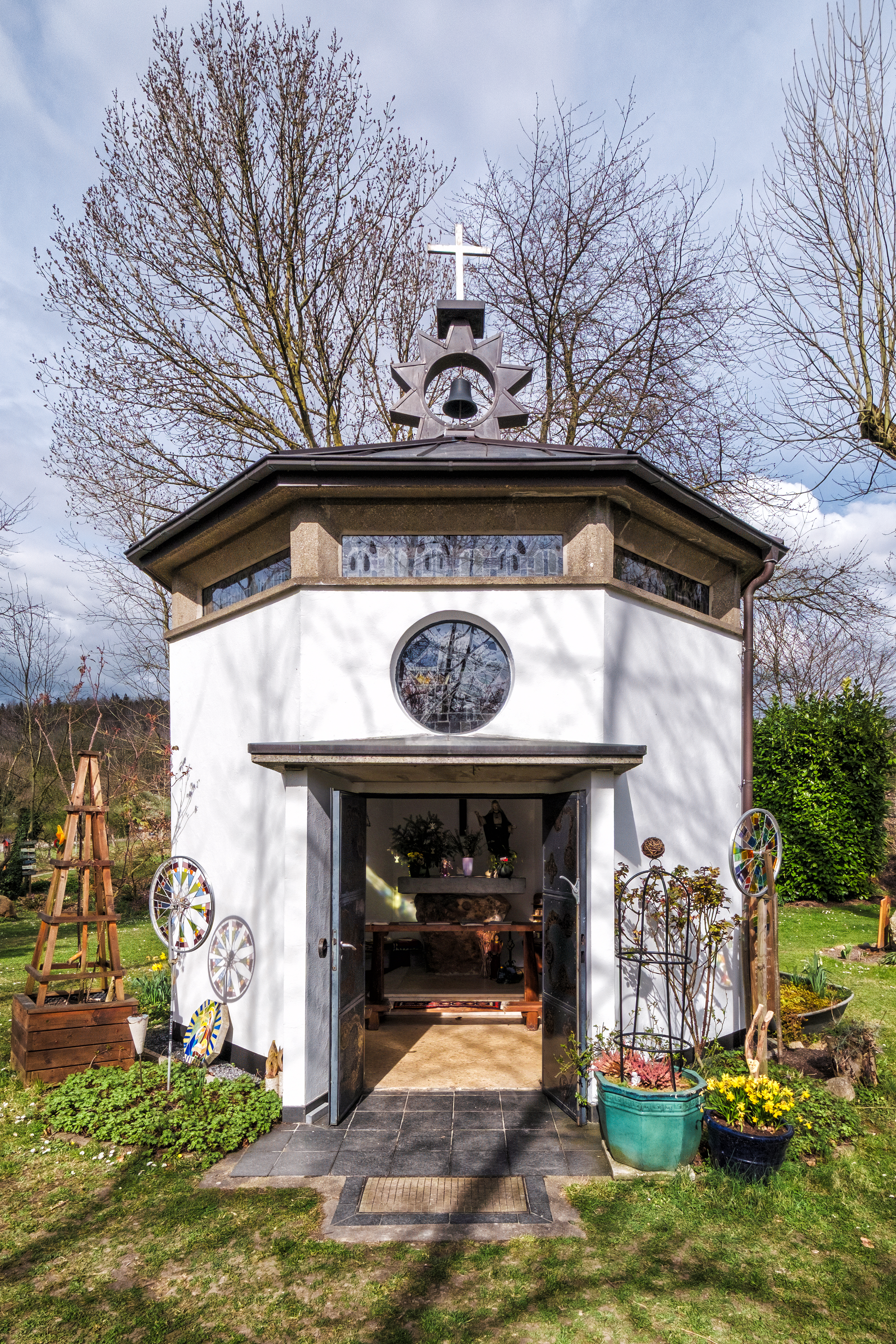
Schneeberg-Kapelle

Eine Touristenattraktion der besonderen Art ist die nach dem Ende des Zweiten Weltkrieges auf dem unteren Südwesthangteil des Schneeberges vor dem Westwall zwischen Schneebergweg und Senserbachweg errichtete Schneeberg-Kapelle, die auf Veranlassung des ortsansässigen Bauern Wilhelm Maahsen (1900–1977) als Privatkapelle errichtet worden ist. Sie wurde im Jahr 1963 der Mutter Gottes geweiht und steht ebenfalls unter Denkmalschutz. Ihre Glocke stammt aus dem aufgelösten Redemptoristenkloster in Vaals und der Fensterkranz unterhalb der Kuppel sowie die Eingangstür gestaltete der Aachener Künstler Peter Hodiamont.

### Golfplatz
Teile der Süd- bis Ostflanke des Schneeberges nutzt der Aachener Golf Club, der in seinem Gründungsjahr mittels Privatinitiative einen heute 18 Spielbahnen und 72 Par umfassenden sowie mit einer Driving Range versehenen Golfplatz anlegte.

### Hochbehälter
Des Weiteren befand sich zwischen 1929 und 1977 auf dem Wachtelkopf ein Hochbehälter, zu dem aus den „Sieben Quellen“ von Seffent mittels zweier Kreiselpumpen Wasser gepumpt wurde, womit Vaals und ein Großteil der dortigen Textilbetriebe versorgt werden konnte.